# Eileen Hiscock
Eileen May Hiscock, później Wilson (ur. 25 sierpnia 1909 w Londynie, zm. 3 września 1958 tamże) – angielska lekkoatletka specjalizująca się w krótkich biegach sprinterskich, dwukrotna uczestniczka letnich igrzysk olimpijskich (Los Angeles 1932, Berlin 1936), dwukrotna medalistka olimpijska w biegach sztafetowych 4 × 100  metrów: srebrna (1936) oraz brązowa (1932).

## Sukcesy sportowe
| Rok  | Miasto      | Zawody                         | Konkurencja                                                                                       | Wynik                     | Źródło |
| ---- | ----------- | ------------------------------ | ------------------------------------------------------------------------------------------------- | ------------------------- | ------ |
| 1930 | Praga       | Światowe Igrzyska Kobiet       | sztafeta 4 × 100 m                                                                                | srebrny medal             | [ 1 ]  |
| 1932 | Los Angeles | Igrzyska olimpijskie           | sztafeta 4 × 100 m bieg na 100 m                                                                  | brązowy medal 5. miejsce  | [ 1 ]  |
| 1934 | Londyn      | Światowe Igrzyska Kobiet       | bieg na 100 m bieg na 200 m                                                                       | brązowy medal             | [ 2 ]  |
| 1934 | Londyn      | Igrzyska Imperium Brytyjskiego | bieg na 100 jardów bieg na 200 jardów sztafeta 110-220-110 jardów sztafeta 220-110-220-110 jardów | złoty medal srebrny medal | [ 3 ]  |
| 1936 | Berlin      | Igrzyska olimpijskie           | sztafeta 4 × 100 m                                                                                | srebrny medal             | [ 1 ]  |

Mistrzostwa Wielkiej Brytanii (WAAA):
- bieg na 100 jardów – złoto 1930, brąz 1929[4][5]
- bieg na 100 metrów – złoto 1933, 1934, 1935, srebro 1936[4][5]
- bieg na 220 jardów – srebro 1930, 1932, brąz 1931[6]
- bieg na 200 metrów – złoto 1933, 1935, srebro 1936[4][6]
- bieg na 60 metrów (hala) – złoto 1936[4]

Dwukrotnie poprawiała rekord Wielkiej Brytanii w biegu na 100  metrów do czasu 11,9 s (10 sierpnia 1935 w Londynie) i również dwukrotnie w sztafecie 4 × 100  metrów do czasu 47,5 s (8 sierpnia 1936 w Berlinie).

## Rekordy życiowe
- bieg na 100 metrów – 11,9 – Londyn 10/08/1935
- bieg na 200 metrów – 24,9 – Londyn 07/08/1934[8]